# Isidoro de Hoyos y Rubín de Celis
Isidoro de Hoyos y Rubín de Celis   (Ribadedeva, 1793 - Madrid, 1876) fou un militar i polític asturià, ministre durant la minoria d'edat d'Isabel II d'Espanya i director general de la Guàrdia Civil en dues ocasions.

## Biografia
Va participar com voluntari a la guerra del francès. D'idees liberal, va donar el restabliment de la Constitució de Cadis quan va tornar Ferran VII i el govern progressista de 1820. La reacció absolutista de 1823 el va enfrontar a l'exèrcit dels Cent Mil Fills de Sant Lluís, i durant un breu període fou fet presoner. A la mort de Ferran VII es va posicionar amb la Regent, Maria Cristina de Borbó contra el pretendent Carles en suport de la futura reina Isabel II, i va combatre en el bàndol cristí durant la guerra carlina, on va assolir el grau de general i va rebre el títol de vescomte de Manzanera. El 1843, durant la regència de Baldomero Espartero, va ser nomenat senador per Astúries i nomenat Ministre de la Guerra, càrrec que va abandonar amb l'arribada dels moderats i la caiguda del regent. No obstant això, es va afiliar més tard a la Unió Liberal creada per Leopoldo O'Donnell i va adquirir la condició de senador vitalici el 1858. Va participar en la repressió de la revolta de Villarejo de Salvanés, mèrit pel qual se li va concedir el títol de Marquès d'Hoyos, i en la de la revolta de la caserna de San Gil.